# John Fagerberg
John Artur Fagerberg, vanligen kallad J.A. Fagerberg, född 7 april 1898 i Göteborgs Masthuggs församling, Göteborg, död 25 maj 1968 i Göteborgs Karl Johans församling, var en svensk kommunalpolitiker och styrelseledamot.

## Biografi
Fagerberg var anställd vid Göteborgs Spårvägar från 1919 och avancerade med tiden till förrådsförvaltare. Han var ledamot av Göteborgs stadsfullmäktige 1931–1962, av styrelsen för stadsfullmäktiges socialdemokratiska grupp 1942–1962, varav som ordförande 1948–1962, av styrelsen för Göteborgs arbetarekommun 1931–1945, varav som ordförande 1933–1945, samt av styrelsen för Sveriges socialdemokratiska parti 1944–1956.
Fagerberg var ledamot av styrelsen för AB Svenska Amerika Linien från 1933, av styrelsen för Göteborgs stads Bostads AB som ordförande 1945-1947, av styrelsen för Järnvägs AB Göteborg-Särö 1944–1961, av styrelsen för Hotell AB Heden som ordförande från 1947, av styrelsen för Bostads AB Nutiden från 1948, av styrelsen för AB Långedrag med Långedrags Restaurang AB som ordförande från 1949, av styrelsen för Styrsö Trafik AB från 1949 samt av styrelsen för Västsveriges Allmänna Restaurang AB från 1952. Han var styrelseledamot av Svenska kommunalarbetareförbundets avdelning 53 i Göteborg 1922–1933. Ledamot av 1944 års kommitté för kommunal samverkan.

## Familj
Fagerberg var son till Johan Bernard Fagerberg och Anna Josefina Fagerberg, född Pettersson. Han gifte sig den 16 oktober 1920 i Göteborg med Amanda Berhardina Berntsson (1895-1978).

## Göteborgs stads förtjänsttecken
Fagerberg fick motta Göteborgs stads förtjänsttecken den 4 juni 1952, med följande motivering:
"John Arthur Fagerberg har en mycket stor arbetsbörda, som emellertid är helt ägnad vår stad och dess intressen. Jag vet inte vilken kommunal uppgift han håller kärast. Möjligen är det ordförandesysslan i spårvägsstyrelsen, eftersom han, då han för en tid sedan ställde sig själv inför valet, behöll denna framför den förnäma uppgiften som ordförande i drätselkammarens andra avdelning, där han verkat i tjugo år. Mycket har han där fått vara med om, som intimt hänger samman med Göteborgs kraftiga utveckling under denna tid. Annars bekläder han som bekant också den lysande posten som stadskollegiets ordförande och får därmed självklart en central ställning inom den kommunala förvaltningen. I stadsfullmäktige invaldes han 1931 och har i nitton år tillhört stadskollegiet. I spårvägens tjänst kom han redan 1919, J.A. Fagerberg vet vad han vill och kräver handfasta argument, om han skall frångå sin egen mening. Han kan slå hårt, om det behövs. Jag kan tänka mig, att han resonerar som så: Hur god man än är mot sina vänner, får de icke bibringas den uppfattningen, att man är oförmögen att bli ond. Men han är å andra sidan samarbetsman i verkligt god mening och han vet, att politik är det möjligas konst. Han är en god och glad och jag tror lycklig människa, som trivs med sitt arbete och i muntra vänners lag. J.A. Fagerberg, stadsfullmäktige vill uttala sin tacksamhet och uppskattning för en trogen och intresserad gärning i stadens tjänst och ber att få överlämna sitt förtjänsttecken."